# 延安南站
延安南站是位于陕西省延安市亢庄乡的一个铁路车站，邮政编码716003。车站建于1991年，有西延铁路经过该站，现仅办理货运业务，不办理客运业务，车站及其上下行区间均已电气化。车站距离新丰镇站305公里，隶属西安铁路局，是四等站。